# Principato di Nassau-Dietz
Nassau-Dietz è stato un principato, e poi contea, dal 1650, che fece parte della provincia del Basso-Reno-Westfalia nel Sacro Romano Impero tra il 1606 ed il 1702. Esso comprendeva l'ex-Contea di Dietz che nel 1386 passò alla famiglia Nassau.

## Storia
Quando nel 1386, morì l'ultimo conte di Dietz, Gerhard VII, la contea fu affidata a suo genero, il conte Adolfo di Nassau-Dillenbourg attraverso sua figlia Jutte. Anche Adolfo però morì senza figli maschi. La metà della sua eredità andò a suo fratello Engelbert di Nassau-Dillenbourg, l'altra alla signoria di Eppstein. I signori di Eppstein diedero in pegno metà della loro proprietà alla contea di Katzenelnbogen, che nel 1479 passò al Langraviato d'Assia . Dal 1530, i conti di Nassau-Dillenbourg acquistarono l'altra parte e, nel 1564, presero possesso del castello di Dietz.
Guglielmo I di Nassau-Dillenburg divenne dal 1516 al 1559 conte. Il suo figlio maggiore Guglielmo I d'Orange, che era di fede luterana, venne convertito al cattolicesimo a causa del fatto che l'imperatore Carlo V gli avrebbe assicurato, in cambio, che avrebbe ereditato la grande proprietà in Olanda degli Asburgo, come pure il principato di Orange, che erediterà da un cugino senza discendenti, René de Chalon. Nel 1568 guida la rivolta dei mendicanti e nel 1581 diventa governatore della Repubblica delle Sette Province Unite.
Il secondo figlio di Guglielmo di Nassau-Dillenbourg, gli successe come conte di Nassau-Dillenbourg. Quando morì nel 1606, i suoi numerosi figli condividevano la contea. La contea di Nassau-Dietz è ereditata dal quinto figlio, Ernest-Casimir, anche governatore della Frisia, Groninga e Drenthe. Nel 1631 ereditò anche la contea di Spiegelberg sul Weser.
La contea di Nassau-Dietz è stata governata successivamente dai suoi figli Enrico-Casimir (1612-1640) e Guglielmo-Federico. Quest'ultimo sposò la principessa Albertina-Agnès di Orange-Nassau nel 1652. Rimasta vedova nel 1672, fece costruire il castello di Oranienstein vicino a Dietz e lasciò il castello di Dietz alle autorità governative.
Dopo la morte del governatore olandese e re inglese Guglielmo III d'Orange nel 1702, il governatorato dei Paesi Bassi non passò al suo erede Giovanni Guglielmo Friso di Nassau-Dietz ma mantenne il titolo di Stadtholder della Frisia e di Groninga. Tuttavia, il re di Prussia, Federico, reclama il titolo di Principe di Orange e l'eredità di vaste proprietà terriere in Olanda, legittimato dalla madre di Federico, Luisa-Henriette di Orange.
La pace di Utrecht porta nel 1713 il principato di Orange alla Francia e le proprietà dei Paesi Bassi alla Prussia.
Guglielmo di Nassau-Dietz nominalmente prende il titolo di principe d'Orange sebbene il principato appartenga ora alla Francia. Nel 1711 ereditò dai Nassau-Hadamar, nel 1734 dal principato di Nassau-Siegen e nel 1739 da Nassau-Dillenbourg.
Nel XIX secolo, la linea di Nassau-Dietz conosce un destino illustre salendo al trono olandese e quella del Lussemburgo.